# ميلرية
الميلريون من أتباع تعاليم ويليام ميلر، الذي أعلن علنًا لأول مرة في عام 1831 عن اعتقاده بأن المجيء الثاني ليسوع المسيح سيحدث تقريبًا في عام 1843-1844. جاء خلال الصحوة الكبرى الثانية، وانتشرت تعاليمه على نطاق واسع وازدادت شعبيتها، مما أدى إلى الحدث المعروف باسم الإحباط العظيم.

## أصول
ميلر مزارع ثري، وواعظ علماني معمداني، وطالب للكتاب المقدس عاش في شمال شرق نيويورك. أمضى سنوات من الدراسة المكثفة للمعنى الرمزي لنبوءات دانيال، وخاصة دانيال 8: 14 (إلى ألفين وثلاث مئة يوم ثم يتطهّر الهيكل)، نبوءة 2,300 يوم.
يعتقد ميلر أن تطهير الحرم يمثل تدمير الأرض بالنار عند مجيء المسيح الثاني. باستخدام طريقة يوم-السنة في التفسير النبوي، أصبح ميلر مقتنعًا بأن فترة 2,300 يوم بدأت في عام 457 قبل الميلاد بمرسوم لإعادة بناء القدس من قبل أرتحششتا الأول من بلاد فارس. ثم أشارت الحسابات البسيطة إلى أن هذه الفترة تنتهي نحو عام 1843. في سبتمبر 1822، أعلن ميلر رسميًا استنتاجاته في وثيقة مكونة من عشرين نقطة، بما في ذلك البند 15، «أعتقد أن المجيء الثاني ليسوع المسيح قريب، قاب قوسين أو أدنى، حتى في غضون واحد وعشرين عامًا، في عام 1843 أو قبله». ظلت هذه الوثيقة خاصة لسنوات عديدة.
شارك ميلر آراءه في النهاية، أولًا إلى عدد قليل من الأصدقاء على انفراد ولاحقًا إلى بعض المعارف الكهنوتية. في البداية شعر بخيبة أمل بسبب عدم استجابة الأشخاص الذين تحدث إليهم. «ما أثار دهشتي، أن عددًا قليلًا ممن استمعوا إلي أبدوا اهتمامًا بما أقول، لكن الغالبية العظمى اعتبرت كلامي قصة تافهة على الرغم من رؤيتهم قوة الدليل في بعض الأحيان».
يذكر ميلر أنه بدأ محاضرته العامة في قرية دريسدن، مقاطعة واشنطن، نيويورك، على بعد نحو 16 ميلًا من منزله، في «السبت الأول في أغسطس 1833». ومع ذلك، يشير سيلفستر بليس، «كُتبت المقالة المطبوعة التي نُسخت منها هذه المقالة في عام 1845. من خلال فحص مراسلاته، يبدو أنه بدأ بإلقاء محاضرة في أغسطس 1831. لذا فإن هذا التاريخ هو خطأ مطبعي أو أن السيد ميلر قد خانته الذاكرة».
في عام 1832، قدم ميلر سلسلة من ستة عشر مقالًا إلى صحيفة فيرمونت تلغراف، وهي صحيفة معمدانية. نُشرت أول هذه الرسائل في 15 مايو، وكتب ميلر عن استجابة الجمهور، «بدأت تنهال عليّ رسائل الاستفسار المتعلقة بآرائي، وتوافد الزوار للتحدث معي حول هذا الموضوع». في عام 1834، نظرًا لعدم قدرته على الاستجابة شخصيًا للعديد من الطلبات العاجلة للحصول على معلومات ودعوات السفر والوعظ التي تلقاها، نشر ميلر ملخصًا لتعاليمه في «ملخص مكون من 64 صفحة». «... وزعتُ معظمهم مجانًا، وأرسلتهم ردًا على رسائل الاستفسار وإلى الأماكن التي لم أتمكن من زيارتها».

## حركة وطنية
منذ عام 1840 فصاعدًا، تحولت الحركة الميلرية من «حركة إقليمية غامضة إلى حملة وطنية». أما الشخصية الرئيسية في هذا التحول هو جوشوا فوجان هايمز -قسيس كنيسة شارع شاردون في بوسطن، وناشر. على الرغم من أن هايمز لم يقبل أفكار ميلر كلها حتى عام 1842، لكنه أنشأ صحيفة نصف شهرية بعنوان ساينس اوف ذا تايمز لنشرها. نُشرت الطبعة الأولى في 28 فبراير 1840، وكان هايمز هو المحرر. استمرت الكنيسة السبتية في إصدارها كمجلة إنجيلية شهرية حملت الاسم نفسه.
لعبت الأدبيات الدورية دورًا في النشر السريع والواسع النطاق للمعتقدات الميلرية. «من البداية إلى النهاية، كانت قوة الصحافة، بهذا الشكل بالذات، أحد العوامل الرئيسية في نجاح هذه الحركة القوية والمتوسعة الآن». بالإضافة إلى ساينس اوف ذا تايمز ومقرها في بوسطن، نُشرت أوراق الميلريين في العديد من المدن بما في ذلك مدينة نيويورك، وفيلادلفيا، وروتشستر، وكليفلاند، ومونتريال، وكيبيك. كان هناك ما لا يقل عن 48 دورية ميلرية جرى تداولها في الفترة التي سبقت الإحباط العظيم. لكن غالبيتها لم تدم طويلًا، وغالبًا ما كانت تبدأ صحيفة جديدة كلما دخلت حملة تبشيرية ميلرية إلى منطقة جديدة.
بالإضافة إلى المنشورات المستندة إلى الجغرافيا، أصدر الميلريون أوراقًا مختلفة تستهدف مجموعات مختلفة. ركزت رسالة المجيء إلى بنات صهيون على القارئات، ونُشرت لأول مرة في مايو 1844. كان درع المجيء عبارة عن ورقة بحثية ذات توجه أكاديمي أكثر نُشرت في بوسطن وحررها جوشوا فوجان هايمز، وسيلفستر بليس، وأبولوس هيل. كان هدفها المعلن هو «الدفاع عن العقيدة من هجمات الأعداء، وإظهار الموقف غير الكتابي للمعارضين، وتقديم الحقيقة لأولئك الذين كانوا على استعداد لاستقبالها». في حين صدرت ثلاثة أعداد فقط: في مايو 1844، ويناير 1845، وعدد أخير في أبريل 1845؛ كانت أكبر الصحف الميلرية، فقد تكون أول إصدارين من 144 صفحة، واحتوى الأخير على 250 صفحة.
مع اقتراب التواريخ المختلفة لعودة المسيح المتوقعة، زادت النشرات الميلرية. في مايو 1843، نُشرت 21,000 نسخة من الأوراق الميلرية المختلفة لتوزيعها كل أسبوع. في نيويورك وحدها، خلال فترة الخمسة أشهر المنتهية في أبريل 1843، وزِعت 600,000 نسخة من المنشورات المختلفة. في ديسمبر 1843، اقترح هايمز نشر مليون كتيب، بينما أعلن في مايو 1844 عن توزيع خمسة ملايين نسخة من المنشورات الميلرية حتى ذلك الوقت.
درس أحد الباحثين التوزيع الجغرافي لمراسلي الدورية الميلرية ساينس اوف ذا تايمز منذ عام 1840 وحتى عام 1847. من بين إجمالي 615 مراسلًا، وجِد أن 131 مراسلًا من ولاية نيويورك قدموا أكبر مجموعة. قدمت فيرمونت 107 آخرين، أما إنجلترا الجديدة (باستثناء فيرمونت) مثلت 279 آخرين. خارج هذه المناطق، كان التمثيل متناثرًا: 23 في نيوجيرسي وبنسلفانيا وديلاوير وماريلاند مجتمعة، وفقط 65 من الغرب، بما في ذلك 20 من ولاية أوهايو، و10 فقط من الولايات الجنوبية.
لقد بدا حينها أن الغالبية العظمى من أتباع ميلر كانوا من أصل محلي، لكن رسالته لم تقتصر على منطقته المحلية -ولا حتى على الولايات المتحدة. وعظ ميلر عبر الحدود في البلدات الشرقية لكندا في ثلاث مناسبات على الأقل: في 1835 و1838 و1840. لقد جعل عددًا من المتحولين هناك وحصل على دعم بعض رجال الدين المحليين.
نُشر ما لا يقل عن خمس أوراق بحثية ميلرية في كندا: الحارس المخلص -نُشرت في شيربروك اعتبارًا من يناير 1843، وصوت إيليا المؤثر، نُشر في مونتريال اعتبارًا من يونيو 1843، ورجاء الكنيسة الذي لم يدم طويلًا في سانت توماس عام 1844، وهوذا يأتي في هاملتون، ومبشر العريس في تورونتو، وكلاهما من منتصف عام 1844.
عاد العديد من المسافرين أو المهاجرين إلى الولايات المتحدة ممن سمعوا رسالة المجيء الثاني هناك إلى مناطقهم الأصلية للتبشير. منذ عام 1841، ظهر المبشرون الميلريون في بريطانيا العظمى أيضًا، على الرغم من أنه لم يسافر إلى هناك بنفسه أبدًا. بالإضافة إلى ما يقرب من 1000 دولار أنفقها ميلر وهايمز في توفير الأدب للمستفسرين والمبشرين في بريطانيا العظمى، «هناك أدلة على أن رواد الميلرية المحليين (في ليفربول وبريستول والموانئ الأخرى) استعاروا نسخًا من أعمال ميلر ومجلات السبتية من قباطنة البحر والتجار الأمريكيين الزائرين».
بالإضافة إلى استخدام الأدب الأمريكي المستورد، نُشرت ورقتان بحثيتان ميلريتان محليًا في بريطانيا العظمى: نذير المجيء الثاني في بريستول، وصرخة منتصف الليل البريطانية في ليفربول.